# Salina de Salins-les-Bains
Las antiguas Salinas de Salins-les-Bains en el Jura, registradas desde el 2002 en la lista indicativa de la UNESCO se convirtió en Patrimonio de la Humanidad en 2009 junto a la salina real de Arc-et-Senans con la denominación De la gran salina de Salins-les-Bains a la salina real de Arc-et-Senans, la producción de sal ignígena.
Son propiedad del municipio de Salins-les-Bains desde 1966.
Las Salinas de Salins-les-Bains forman parte de la red de Museos de técnicas y culturas

## Historia
La Gran salina de Salins-les-Bains, fue explotada desde la Edad Media, y probablemente antes. Incluye tres edificios: los almacenes de la sal, la construcción de pozos y una vivienda.
Está conectado a la salina de Arc-et-Senans por dos saumoductos de 21 km de largo, por los que circulaba el agua con baja salinidad de las de Salins.
Cerró sus puertas en 1962. Es un testigo de la historia de la producción de sal en Francia.

## Principio de obtención
Se captaba la salmuera, que contiene 330 gramos de sal por litro de agua (en comparación, un litro de agua del Océano Atlántico contiene 80 gramos) en los pozos y luego, por galerías cerradas, esta salmuera era conducida mediante una bomba hidráulica (instalada en 1750). La rueda de paletas era alimentada por el río Furieuse. La bomba elevaba a la superficie la salmuera que era distribuida en grandes placas de hierro llamadas «hornos» donde la calentaba para eliminar el agua y para cristalizar la sal.
La labor de los trabajadores de la sal era muy ardua, porque hacía un intenso calor en los hornos.
A partir de 1779 la salmuera se enviaba a la salina de Arc-et-Senans, pues en los alrededores, los bosques cuya madera se utilizó para los hornos de calefacción, casi habían desaparecido.
Hoy en día la salmuera salina bombeada alimenta un balneario.

## Galería fotográfica

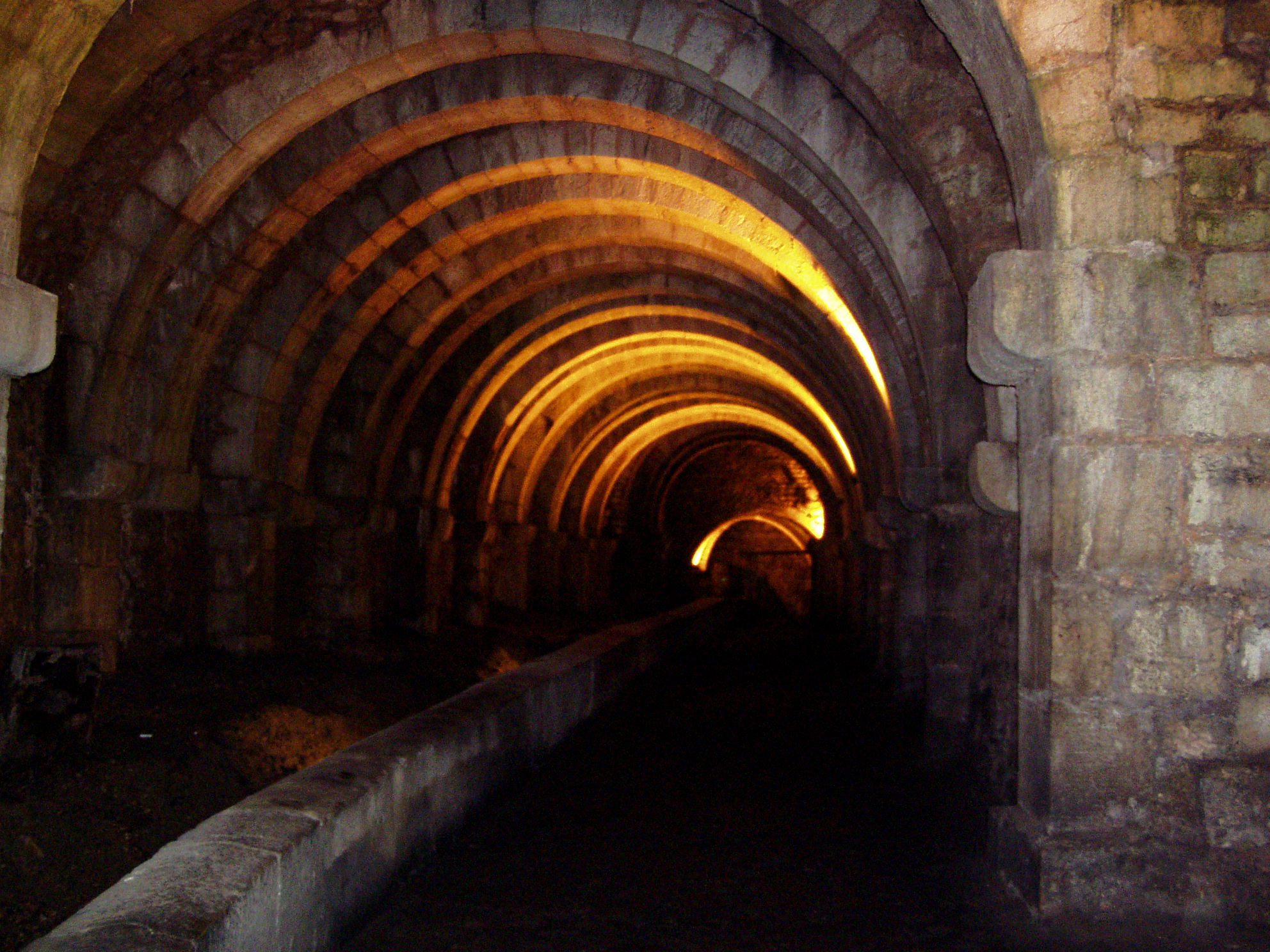
Galería.
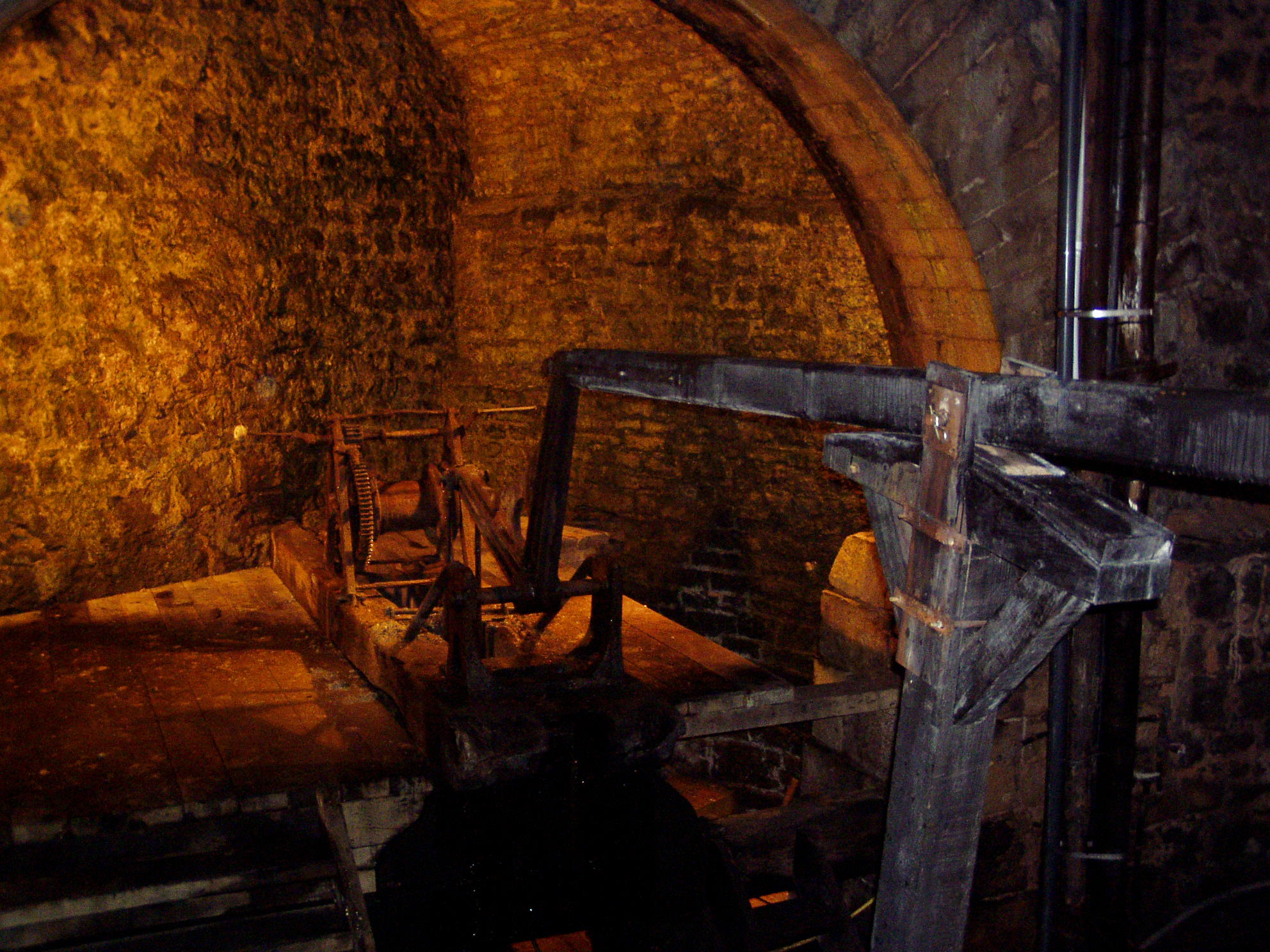
La bomba hidráulica.
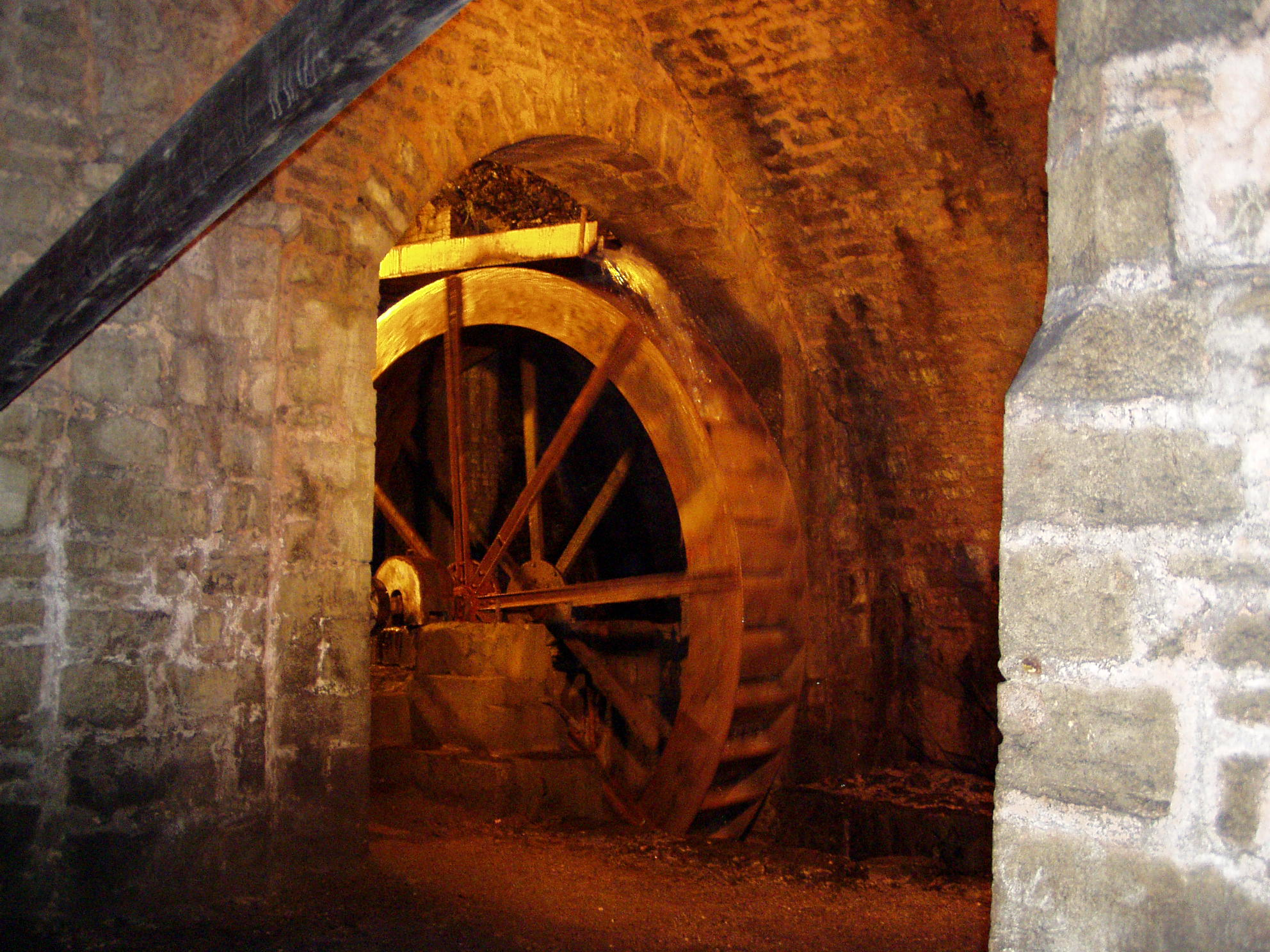
Rueda de paletas.